# Jukka Lehtovaara
Jukka Lehtovaara est un footballeur finlandais, né le 15 mars 1988 à Turku en Finlande. Il évolue comme gardien de but.

## Palmarès

### En club
- TPS Turku
  - Vainqueur de la Coupe de Finlande en 2010.
  - Vainqueur de la Coupe de la Ligue finlandaise en 2012.

### Distinctions personnelles
- Meilleur gardien du Championnat de Finlande (3) : 2007, 2009, 2010